# People's Songs
People's Songs foi uma organização fundada por Pete Seeger em 31 de Dezembro de 1945, em Nova York, com a finalidade de  "criar, promover e distribuir músicas trabalhistas e pessoas americanas." A organização publicava por trimestre um boletim informativo desde 1946 até 1950, o qual colecionava histórias, músicas e escritos dos membros cantores da People. O boletim serviu como base para revistas sobre folk music serem criadas, como Sing Out! e Broadside Magazine.